# 山脇佳奈
山脇 佳奈（やまわき かな、1984年9月1日 - ）は、日本の体操選手。岐阜県出身。県立岐阜商業高校、筑波大学体育学群卒業。ビット体操クラブ出身。茗渓クラブ所属。得意種目は段違い平行棒、平均台。身長152cm。
ロサンゼルスオリンピック体操男子団体銅メダリストの山脇恭二（現・岐阜大学教授）を父に持つ。

## 経歴
- 体操を始めたのは小学校1年生から。理由は選手であった父親に勧められて。
- 1997年　全日本ジュニア選手権で初のタイトルを獲得。同年の全日本で3位入賞を果たす。
- 1998年　全日本ジュニア選手権を連覇。
- 1999年　NHK杯個人総合初優勝。15歳（中学生）でのタイトルは史上初。国際ジュニア個人総合優勝。世界選手権に出場。日本の若きエースとして注目されるようになる。
- 2000年　NHK杯個人総合2連覇。その実績を引っ提げ、シドニーオリンピックに竹中美穂とともに出場。個人総合で29位。
- その後は第一線から退き、日本代表からも遠ざかっていた。
- 筑波大学卒業後、2007年、茗渓クラブに所属。社会人選手として活躍する一方でユニバーシアード代表に選出され、シドニーオリンピック以来7年振りの代表復帰を果たした。